# Inversiscaphos setifer
Inversiscaphos setifer är en mossdjursart som beskrevs av Hayward och Cook 1979. Inversiscaphos setifer ingår i släktet Inversiscaphos och familjen Cribrilinidae. Inga underarter finns listade i Catalogue of Life.